# Socha (kommun)
Socha är en kommun i Colombia.   Den ligger i departementet Boyacá, i den centrala delen av landet, 210 km nordost om huvudstaden Bogotá. Antalet invånare är 7 593. Arean är 264 kvadratkilometer.
Terrängen i Socha är bergig åt nordväst, men åt sydost är den kuperad.